# Satélite geoestacionário

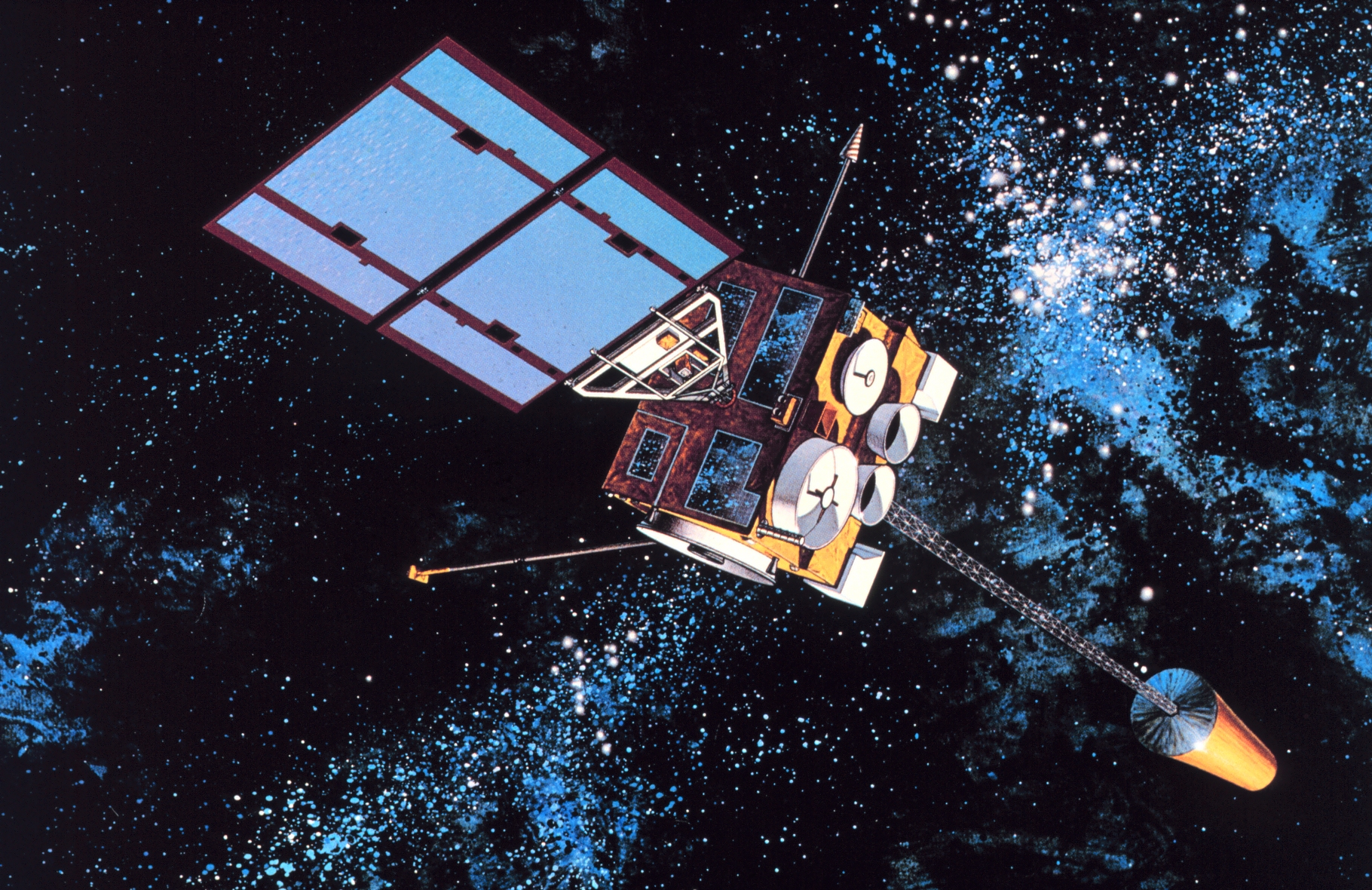
GOES-8, satélite geostacionário

Satélite em órbita geoestacionária.

Satélite geoestacionário é um satélite em órbita geossíncrona, com um período orbital igual ao período de rotação da Terra. Esse satélite retorna à mesma posição no céu após cada dia sideral e, ao longo de um dia, traça um caminho no céu que é tipicamente alguma forma de analema. Um caso especial de satélite geossíncrono é o satélite geoestacionário, que tem uma órbita geoestacionária - uma órbita geossíncrona circular diretamente acima do equador da Terra. Outro tipo de órbita geossíncrona usada por satélites é a órbita elíptica Tundra.
Os satélites geoestacionários têm a propriedade única de permanecerem permanentemente fixos exatamente na mesma posição no céu, conforme visto de qualquer local fixo na Terra, o que significa que as antenas terrestres não precisam rastreá-los, mas podem permanecer fixas em uma direção. Esses satélites são frequentemente usados para fins de comunicação; uma rede geossíncrona é uma rede de comunicação baseada na comunicação com ou por meio de satélites geossíncronos.

## Aplicação
Em outubro de 2018, havia aproximadamente 446 satélites geossíncronos ativos, alguns dos quais não estão operacionais.

## Definição
O termo geossíncrono se refere ao período orbital do satélite que permite que ele esteja com a rotação da Terra ("geo-"). Junto com esse requisito de período orbital, para ser geoestacionário também, o satélite deve ser colocado em uma órbita que o coloque nas proximidades do equador. Esses dois requisitos fazem com que o satélite apareça em uma área de visibilidade imutável quando visto da superfície da Terra, permitindo a operação contínua de um ponto do solo. O caso especial de uma órbita geoestacionária é o tipo mais comum de órbita para satélites de comunicação.
Se a órbita de um satélite geossíncrono não estiver exatamente alinhada com o equador da Terra, a órbita é conhecida como órbita inclinada. Ele parecerá (quando visto por alguém no solo) oscilar diariamente em torno de um ponto fixo. À medida que o ângulo entre a órbita e o equador diminui, a magnitude dessa oscilação torna-se menor; quando a órbita está inteiramente sobre o equador em uma órbita circular, o satélite permanece estacionário em relação à superfície da Terra - diz-se que é geoestacionário.

## História
O conceito foi proposto pela primeira vez por Herman Potočnik em 1928 e popularizado pelo autor de ficção científica Arthur C. Clarke em um artigo na revista Wireless World em 1945. Trabalhando antes do advento da eletrônica de estado sólido, Clarke imaginou um trio de grandes, estações espaciais tripuladas dispostas em um triângulo ao redor do planeta. Os satélites modernos são numerosos, sem parafusos e muitas vezes não maiores do que um automóvel.
Amplamente conhecido como o "pai do satélite geossíncrono", Harold Rosen, um engenheiro da Hughes Aircraft Company, inventou o primeiro satélite geossíncrono operacional, Syncom 2. Foi lançado em um foguete B impulsionador Delta do Cabo Canaveral em 26 de julho de 1963.
O primeiro satélite de comunicação geoestacionário foi o Syncom 3, lançado em 19 de agosto de 1964, com um veículo lançador Delta D do Cabo Canaveral. O satélite, em órbita aproximadamente acima da Linha Internacional de Data, foi usado para transmitir os Jogos Olímpicos de Verão de 1964 em Tóquio para os Estados Unidos.
Westar 1 foi o primeiro satélite de comunicações geoestacionário doméstico e comercialmente lançado da América, lançado pela Western Union e NASA em 13 de abril de 1974.